# Парапсихологія

Парапсихоло́гія (від дав.-гр. παρά- «біля», «коло», «разом», і «психологія») — це псевдонаука, адепти якої називають її галуззю психології, яка «досліджує» існування і причини психічних здібностей, клінічної смерті, танатології та життя після смерті за допомогою псевдонаукових методів. Парапсихологічні «експерименти» включають використання генераторів випадкових чисел для перевірки на наявність передбачення і психокінезу в людини і тварин, суб'єктів і експериментів Ганфельда для перевірки екстрасенсорного сприйняття. Парапсихологічні лабораторні та «польові дослідження» проводяться за рахунок приватних установ та дослідних інститутів. Одними з найактивніших сьогодні є приватні дослідники, хоча дослідження проводилися і за контрактом з урядом США. У США інтерес до досліджень досягнув свого піку в 1970-х роках. Університетські дослідження скоротилися з тих пір, але приватні установи, як і раніше, отримують значні кошти на це. Хоча парапсихологічні дослідження іноді з'являються у звичайних наукових журналах, їх кількість невелика. Найвідоміші з них — «Журнал парапсихології», «Журнал досліджень клінічної смерті», «Журнал досліджень свідомості» та «Журнал наукових досліджень». Результати експериментів парапсихологів розглядаються Асоціацією Парапсихології, що продемонструвала існування деяких форм психічних здібностей. Критики стверджують, що методологічні недоліки можна пояснити очевидністю експериментальних успіхів. До парапсихології також відносяться дослідження в інших галузях психології, пов'язані з трансцендентальним чи духовним аспектом людського розуму, і з «аномальною психологією», яка досліджує феномени, що не пояснюються релігійним віруванням, вивчає суб'єктивні аномальні події в традиційних психологічних умовах.

## Термінологія
Термін «парапсихологія» був введений приблизно у 1889 р. німецьким доктором філософії Максом Дессуаром. В сучасному значенні вперше було застосовано новий термін у 1908 р. Що підтримав Джозеф Бенкс Райн у 1930 р., як заміну терміну «психічних досліджень», щоб показати значний зсув у бік експериментальної методології та академічної дисципліни. На той час, під даним словом розумілася також і область досліджень звана психопатологією. Однак поширення термін набув з 1937 р., коли в США вийшов у світ перший номер «Журналу парапсихології», головним редактором якого був Джозеф Бенкс Райн. Починаючи з 1942 р. різноманіття парапсихологічних феноменів почали позначатися грецькою буквою «Псі», звідси походять вирази — «псі-явища», «феномени псі», «псі-фактор» та інше. Дане позначення було введено в 1940 р. Робертом Тулессом і Бертольдом Візнером, щоб посилатися на колективні явища телепатії, ясновидіння, примар і психокінезу. Д. Б. Райн уперше сформулював термін «екстрасенсорного сприйняття» (ЕСС) в 1930 р., схвалив використання терміна «Psi». Деякі подальші підкатегорії були запропоновані Тулессом і Візнером, що включають «псі-гамму» для ЕСС, і «псі-каппу» для психокінезу (ПК).

## Історія

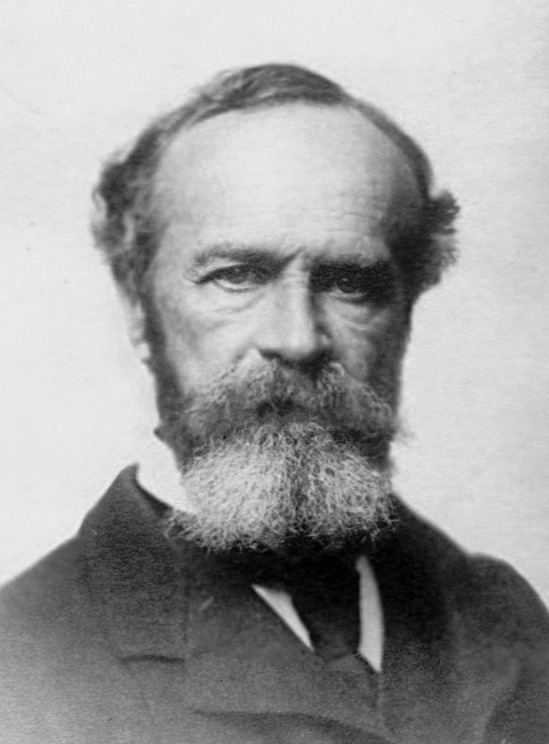
Американський психолог і філософ Вільям Джеймс був одним з перших дослідників парапсихологічних явищ

Парапсихологія почала формуватися у результаті раціонально-наукового переосмислення окультно-містичної спадщини людства (що являє собою своєрідні протонаучні знання), а також різних явищ, які часто розглядались як надприродні або незрозумілі, деяким чином пов'язані та притаманні психіці людини і, іноді, психіці тварин.

### Початкові досліди
Історія сучасної парапсихології починається зі створення «Товариства психічних досліджень» (ТПД) у м. Лондон 1882 р. та США 1885 р. ТПД було першим систематичним зусиллям для організації вчених і дослідників з метою науково критичного і сталого розслідування паранормальних явищ. ТПД включало філософів, вчених, викладачів і політиків, таких, як Генрі Сиджвік, Артур Бальфур, Вільям Крукс, Руфус Осгуда Мейсон і Шарль Ріше. ТПД досліджувало декілька областей: телепатія, гіпноз, явища Рейхенбаха, ясновидіння, а також фізичні аспекти спіритизму, таких як автоматичне письмо і виникнення матерії з невідомих джерел, інакше відомої як «матеріалізація». Одним з перших спільних їхніх зусиль був перепис осіб, що пережили галюцинації, які збігалися з досвідом бачення привидів і галюцинаціями у здорових людей. Це було першою офіційною спробою дослідження паранормальних явищ на основі статистичної оцінки, що в сприяло публікації 1886 р. про вивчення фантомів живих (примар), яке широко цитується в парапсихологічній література. ТПД стало моделлю для аналогічних товариств в інших європейських країнах і США в кінці XIX ст. Завдяки підтримці психолога Вільяма Джеймса, Американське ТПД «ASPR» відкрило свої двері в Нью-Йорку в 1885 р.. ТПД і «ASPR» спільно продовжували дослідження в галузі парапсихології.

### Рейнська ера

У ранніх парапсихологічних дослідах з метою експериментального підтвердження можливості телепатичного зв'язку використовувалися «карти Зенера»

У 1911  Стенфордський університет став першим навчальним закладом у США для вивчення екстрасенсорного сприйняття (ЕСС) і психокінезу (ПК) у лабораторних умовах. Зусилля очолював психолог Джон Едгар Кувер. У 1930  Університет Дьюка став другим навчальним закладом США у науково-критичному вивченні ЕСС і ПК в лабораторії. Під керівництвом психолога Вільяма Макдугала, і за допомогою інших у відділі, включаючи психолога Карла Зенера, Д. Б. Райна, і Луїзи Е. Рейн почали ЕСС-лабораторні експерименти з використанням добровольців зі студентів університету. На відміну від підходів ТПД, які в цілому прагнули якісних доказів для паранормальних явищ, експерименти в Університеті Дьюка були кількісними, мали статистичний підхід із використанням карт та інших посередників. У результаті ЕСС-експериментів Дьюка, розроблені стандартні лабораторні процедури для ЕСС-тестування, що стали загальноприйнятими і зацікавили дослідників в усьому світі.
Видання книги Б. Рейна «Нові Рубежі Розуму» 1937 року принесло популярність лабораторним результатам серед широкої громадськості. У своїй книзі Рейн популяризував слово «парапсихологія», придумане більш ніж 40 років тому психологом Максом Дессуаром, щоб описати проведені дослідження. Рейн також заснував автономні лабораторії парапсихології і почав випуски «Журналу парапсихології», які були організовані спільно з редакцією з «МакДугалл».
Джозеф Б. Рейн разом із Карлом Зенером, була розроблена система статистичних випробувань. У результаті даних досліджень відсоток правильних вгадувань символів, виявився значно вище 20 % що було сприйнято у дослідах як свідчення про наявність парапсихологічних здібностей у людини. Рейн заявив у своїй першій книзі, «Екстрасенсорне Сприйняття» 1934 р., що після 90000 випробувань, він відчув, що екстрасенсорне сприйняття (ЕСС) є «фактичним і очевидним явищем».

### Створення Асоціації парапсихології
Парапсихологічна Асоціація (ПА) була створена в Даремі (Північна Кароліна) 19 червня 1957 р.. Її створення було запропоновано Д. Б. Рейном на семінарі з парапсихології, який був проведений в лабораторії парапсихології Університету Дьюка. Рейн запропонував групі створити ядро міжнародної професійної спільноти в галузі парапсихології. Мета цієї організації, як зазначено в її Статуті, стала «сприяти парапсихології як науці, з метою поширення знань, і інтегрувати результати з результатами інших галузей науки».
Під керівництвом антрополога Маргарет Мід, ПА зробила великий крок у розвитку в області парапсихології у 1969 р., коли стало афілійованим з боку «Американської асоціації сприяння і розвитку науки» (AAAS), найбільшим науковим співтовариством у світі. У 1979 р. фізик Джон Арчибальд Вілер стверджував, що парапсихологія псевдонаукова, що приналежність до «AAAS» необхідно переглянути. Однак його пропозиція щодо перегляду приналежності парапсихології до «AAAS» не мала успіху. Сьогодні парапсихологічна асоціація складається з близько трьохсот співробітників та асоційованих членів з усього світу.

### Збільшення кількості досліджень у 1970-ті роки
Приналежність Парапсихологічної Асоціації (ПА) до «Американської асоціації сприяння розвитку науки», поряд із загальною відкритістю для парапсихічного і окультні явища в 1970-х рр., призвела за десятиліття до збільшення парапсихологічних дослідів. Протягом цього періоду були сформовані нові організації, в тому числі академія парапсихології та медицини (1970), Інститут паранаук (1971), Академія релігії і психічних досліджень, Інститут Духовних Наук (1973), Міжнародна Кирліан-Дослідницька асоціація (1975), інженерно-Аномалістичний відділ Прінстонської науково-дослідної лабораторії (1979). Протягом цього часу парапсихологічних робота була проведена також в Стенфордському науково-дослідному інституті (НДІ). Сфера парапсихології сильно розширилися. Психіатр Ян Претімен Стівенсон провів більшу частину своїх досліджень реінкарнацій в 1970-х рр.. Психолог Тельма Мосс проводила вивчення Кирліана-ефекту в UCLA'S лабораторії парапсихології. Прибули духовні вчителі з Азії, і були їх заяви про реалізацію псі-здібностей шляхом медитації, що призвело до збільшення досліджень з використанням «змінених станів свідомості» (ЗСС). ТПД і директор з досліджень — Карліс Осіс, проводили експерименти з позатілесного досвіду. Фізик Рассел Тарг ввів термін віддаленого спостереження для використання в деяких з його робіт у Шрі в 1974 р.. Сплески паранормальних досліджень тривали і в 1980-ті роки: Парапсихологічна Асоціація (ПА) працювала в більш ніж 30 країнах. Крім того, дослідження, не пов'язані з ПА проводилися у Східній Європі та колишньому Радянському Союзі.

### Парапсихологія сьогодні
- Історія парапсихології в Україні, Білорусі і Росії почалась з відкриття в Російській імперії в 1875 р. при Петербурзькому університеті спеціальної Медіумічної комісії на чолі з Дмитром Мєндєлєєвим[15].
- 38 вагонів матеріалів досліджень «Аненербе» і в галузі парапсихології потрапило залізницею в СРСР. З чого користав і «Інститут Мозку» (м. Москва). Адже дослідження в СРСР почалися з успіхів в цьому Бєхтєрєва В. М., який першим навчав офіцерів ВЧК-ОГПУ-НКВС. А потім — Мессінг Вольф Григорович.
- У США не пройшли повз здібності Едгара Кейсі. І не приховали державну консультантку Президента США екстрасенса Джин Діксон (англ. Jeane Dixon, до шлюбу Лідія Емма Пінкерт, англ. Lydia Emma Pinckert, 5.01.1904-2.01.1997). Успішні результати досліджень в цій царині стали відомі у добу «холодної війни» СРСР та США. Коли фінансувалися відповідні програми і утворювалися закриті інститути під грифом «державної таємниці», застосовувалися набутки у розвідувальній та військовій діяльності. А поруч із цим пропаганда виконувала замовлення — це «псевдонаука», його «не існує», це «фантазія» тощо. Хоча поряд із цим викликала співчуття безпорадність незахищених громадян від кримінального свавілля носіїв таких «не існуючих» надможливостей. Вперше викладена потреба моральної зрілості перед отриманням надможливостей в науковій роботі в Україні (авторське свідоцтво № 11648 від 2004 р.). Адже у порівнянні з релігійними харизмами, де поряд є моральний вишкіл, спецслужби розробили методики набуття надможливостей в обхід моральності їх носія. Навіть в сучасній публікації мемуару Вольфа Мессінга «цензура» не допустила для читання широкій громадськості сторінки, де він відверто виклав методику впливу на людей яку давав на лекціях в КГБ СРСР. Сучасний Інтерпол не приховує, що має штатних екстрасенсів серед службовців порівняно з силовими структурами пострадянських держав. В Китаї залучена була ця програма для формування соціологічної еліти нації, для планів домінування китайських інтересів у світі. В цивілізованому суспільстві існує потреба обліку таких осіб, законодавчого кодифікування міри покарання за кримінальні злочини із застосуванням надможливостей та зняття монополії спецслужб на це явище, розсекреченням їх матеріалів для науки. У Росії почата була робота над законом «Про психофізичну безпеку особистості» (рос. О психофизической безопасности личности), але «раптово» припинена[16].

З 1980-х років парапсихологічні дослідження помітно «пішли в тінь» у США після нашумілого Проекту MK-ULTRA. Таємній війні спецслужб перешкоджає міжнародне право, Права Людини та інші цивілізовані норми, тому не має інтересу спецслужба піддавати розголосу свої кримінальні дії. Звідси є підстави вважати, що імідж скандальної «лженауки» парапсихології, створювався навмисно. Дослідження були розглянуті як «непереконливі», і парапсихологи зіткнулися з раптовим опором з боку своїх академічних колег. Деякі ефекти вважалися певно паранормальними (наприклад висновки з Ефекту Кирліана), що представляють візуалізацію аури людини, потрапивши під суворий контроль, через що ці дослідження штучно заганяли «в глухий кут». Адже державна спецслужба жадала мати монополію у використанні результатів цих дослідів і безкарність за їх наслідки, контролювати інформацію про доказовість існування такого явища зручно уживаючи над-можливості в особистих інтересах. Багато лабораторій вільних і відкритих демократичній громадськості університетів США — закрили, посилаючись на «відсутність визнання досліджень з боку офіційної науки»; частина парапсихологічних досліджень зійшла до приватних установ фінансованих приватними джерелами, в яких часто працюють агенти державної спецслужби для спецслужби, що дає можливість маніпулювати правами громадян «платників податків» впливати на рішення куди витрачати державний бюджет. Після 28 років досліджень, відділи інженерних аномалій Прінстонської науково-дослідної лабораторії (PEAR), яка вивчила психокінез, були підозріло раптово закриті в 2007 році. В офіційному прес-релізі зазначалося, що причиною закриття стало «невиконання проектом своєї місії», в тому числі з «накопичення емпіричних свідчень реальності парапсихологічних явищ». Два університети в наш час[коли?] в США мають академічні лабораторії парапсихології: відділ сприйняття досліджень, відділ в університеті штату Вірджинія «Департамент психіатричної медицини», що вивчає можливості «виживання в свідомості після тілесної смерті»; в університеті Аризони «Лабораторія Veritas» проводить дослідження медіумічних явищ. Деякі приватні інститути, включаючи «Інститут ноетичних наук», проводить і заохочує парапсихологічні дослідження. Англія веде парапсихологічні досліджень в Європі, фінансуючи приватні лабораторії університетів Единбурга, Нортгемптона і Ліверпуля, а також багато інших. Подібна ситуація відбулася і в Росії після розпаду СРСР (при ЦК КПРС був наданий номер досліджуваній «проблемі» феноменології для уживання 9-м управлінням КДБ, із закритих Дослідних Інститутів прикладної психології та практичної психології чимало спеціалістів перейшло обслуговувати кримінальний бізнес 1990-х років), і мешкає не лише в пострадянських країнах.
Академік РАН Кругляков Едуард Павлович (1999 р.):

Ціле «сузір'я» академій проводить літом 1999 р. на Алтаї міжнародний конгрес «Біоенергоінформатика». Як організатори конгресу значаться Міжнародна академія енергоінформаційних наук, Міжнародна академія інформатизації, Міжнародна інженерна академія, Міжнародна академія наук вищої школи, Російська інженерна академія, Академія технологічних наук РФ, Алтайський центр духовного відродження й оздоровлення людини. Тематика конгресу охоплювала такі «проблеми»: фундаментальні й пошукові досліди в області енергоінформаційних наук, фізика, техніка та застосування торсійного поля, біоенергетичне цілительство, аномальні явища (ПСІ-явища), біолокація, уфологія. Це лише мала частина програми. Особливо насторожує, що один з її пунктів пов'язаний з проблемами інформаційно-енергетичної освіти в середніх і вищих навчальних закладах, а серед організаторів конгресу — Алтайський державний технічний університет ім. І. І. Ползунова і Міністерство загальної та професійної освіти РФ! Варто визнати, що діяльність шерегу суспільних академій стає дедалі небезпечною для майбутнього країни.

Скептичне ставлення до парапсихології тривало недовго, це сталося і в Росії. Багато є забобонів щодо ідей і методів парапсихології. Що руйнували самі представники академічної «класичної» науки. Понад п'ятдесят теорій і моделей, що дозволяють описувати психічні феномени в наукових поняттях з використанням сучасного апарату, були розібрані фізиками, філософами та психологами Америки і Європи. Це і стало тим порогом, переступивши який парапсихологія перестала сприйматися як лженаука.
Парапсихологічні дослідження були доповнені іншими суб-дисциплінами психології: Аномалістична психологія і трансперсональна психологія. Був утворений в 1996 р. провокативний «Фонд Джеймса Ренді» (вважаючий абсолютним критерієм жадобу грошей), що офіційно гарантував приз в сумі один мільйон доларів США будь-якому екстрасенсу чи їх групі, котрі продемонструють паранормальні здібності або над-можливості в умовах лабораторного контролю, хоча це не враховує моральні якості екстрасенсів здібних не мати таких амбіцій чи отримати більше залишаючись «в тіні». Набув популярності міжнародний проект «Битва екстрасенсів», в Україні — на телеканалі СТБ. В який запрошуються екстрасенси з перевіреними здібностями на конкурс (змагання здібностями). Офіційні заяви про потреби створити в Україні «Інститут мозку» подібний до російського зробив 2010 р. Слюсарчук Андрій Тихонович, він же виступав з звинуваченням державної спецслужби в викраденні 2009 р. матеріалів його наукових досліджень зібраних на цифровий накопичувач пам'яті об'ємом в 2 терабайти.

## Публікації та організації
Низка університетів по всьому світу продовжують академічні парапсихологічні програми. Серед них «Кестлерська парапсихологічна група» в Единбурзькому університеті; парапсихологічна дослідницька група Університету Ліверпуля; Софійський проект в Університеті штату Аризона; дослідницький підрозділ свідомості і трансперсональної психології з Університету Джона Моріса (Ліверпуль); центр з вивчення аномальних психічних процесів в Університеті Нортгемптона; і дослідницький підрозділ аномалістичної психології в Університеті Голдсміта (Лондон).
Узгоджують дослідження в межах області парапсихології — в тому, що існування деяких видів псі-явищ, як наприклад, психокінез і ЕСП (Екстрасенсорні сприйняття) отримали підтвердження. Однак наукове товариство за межами невеликої області парапсихології не прийняло отримані результати про виявлені явища. У 1988 р. США Національна Академія Наук виступила із заявою: «Ніяке наукове пояснення з досліджень проведених у період в 130 років не дало підтвердження існування парапсихологічних явищ». А деякі вчені опустились до називання інших вчених «діячами псевдонауки».
О. О. Леонтьєв, (його батько) О. М. Леонтьєв "…у співавторстві з Б. Ф. Ломовим, В. П. Зінченко та О. Р. Луріей опублікували статтю «Парапсихологія: фікція чи реальність?» (перекладену на 6 іноземних мов). На поставлене в заголовку питання давалося навмисно «ухильне» ставлення радянських психологів: «Хто його знає, реальність чи ні, поки що у нас немає підстав для остаточного судження». До досліджень парапсихології віднесли і роботи Л. Л. Васильєва присвячені вивченню гіпнозу.
Дослідження феноменів парапсихології сприяло пізнання психологічних закономірностей гіпнозу, ідеомоторних актів, субсенсорного сприйняття, феноменальної пам'яті і обчислювальних здібностей тощо. Деякі експерименти проходили перевірку відповідних комісій з парапсихології зустрічаючись з випадками містифікації і обману, тому парапсихологічні явища не отримували наукового пояснення, викликали критику та гострі дискусії навколо парапсихології. Приватні методи дослідження, які використовувалися в парапсихології виявилися корисними для психофізіології та експериментальної психології.
Є організації, які заохочують критичний розгляд парапсихології і парапсихологічних досліджень включаючи комітет з розслідування «Скептик»; «Фонд Джеймса Ренді» (створений ілюзіоністом Джеймсом Ренді); комітет Американського співтовариство магів; Товариство професійних магів Общество профессиональных магов.
Дослідницькі та професійні організації, що належать до «Парапсихологічної Асоціації» (ПА):
- Товариство психічних досліджень, видавець журналу «Товариство психічних досліджень» (ТПД)[46];
- Американське Товариство психічних досліджень, видавець журналу «Американське товариство психічних досліджень»[47];
- Рейнський дослідний центр в Інституті парапсихології, видавець журналу «Парапсихологія»[48];
- Фонд парапсихології, видавець міжнародного журналу «Парапсихологія»[49];
- Австралійський інститут парапсихологічних досліджень, видавець австралійського журналу «Парапсихологія»[50];
- Європейський журнал «Парапсихологія»[51].

Відсутність методологічної коректності при постановці багатьох парапсихологічних експериментів часто викликало і викликає у «класичних» вчених недовіру і роздратування, які посилюються через занадто випадки прямого шарлатанства. Причиною даної недовіри є і те, що парапсихологічні явища масово не відтворювані і не тиражуються, тобто вони не відповідають «класичним» вимогам, що пред'являються до достовірності наукових фактів. Не відтворюваність явищ пояснюється парапсихологами посиланнями на особливість псі-явищ: вони виникають при особливих психічних станах, важко викликаються, так як вони вкрай нестабільні і зникають, як тільки будь-які внутрішні або зовнішні умови виявляються несприятливими для них. У цьому основна складність в інтерпретації парапсихологічних явищ. Навіть якщо існує ймовірність того, що деякі псі-явища дійсно існують, то офіційному науковому визнанню їх існування перешкоджає невідомість каналу впливу або передачі інформації.
Практично парапсихологія стала переживати ту ж проблему, що і сприйняття скептиками опису Біблійних чудес, харизм і чудотворення святих (їх Дари Святого Духа) з агіології (агіографії).

## Дослідження
У СРСР було 20 секретних (закритих) дослідних інститути «проблеми» розробки «псі-зброї», що займалися парапсихологією під контролем КДБ: Москва, Ленінград (Санкт-Петербург), Мінськ, Київ, Новосибірськ, Ростов-на-Дону, Алма-Ата, Ніжній Новгород, Пєрмь, Єкатерінбург і т. д..

### Різновиди псі-явищ
Парапсихологи досліджують паранормальних явищ, в тому числі:
Телепатія: передача інформації за допомогою думки чи почуття між людьми більш ніж п'ятьма класичними почуттями.
Передбачення: (пророцтво) сприйняття інформації про майбутні місця або події ще до їх виникнення.
Ясновидіння: отримання інформації про місця і події у віддалених місцях з допомогою невідомих методів для сучасної науки.
Яснозання:
Телекінез: (псіхокінез) здатність впливати на розум питання, час, простір, або енергії за допомогою невідомих сучасної науки.
Досвід поза тілом:
Пірокінез: (пірогенія)
Аерокінез:
Ретропсихокінез:
Гіпноз:
Сугестія:
Силовий гіпноз:
Ментальний гіпноз: (невербальне дистанційне змушування жертви-громадянина проти її волі до моделі поведінки потрібної оператору-гіпнотизеру, секретна техніка гіпнозу пси-агентів, «сліперів» і «операторів» державних спецслужб, не є клінічною чи терапевтичною формою техніки гіпнозу застосовуваною в офіційній медицині)
Психотронна зброя:
Екстрасенсорне сприйняття: (Позачуттєве сприйняття)
Трансперсональна психологія:
Проскопія:
Прекогніція:
Ретрокогніція:
Ретроскопія:
Телепортація:
Левітація:
Дальновидіння:
Біотяжіння предметів:
Біолокація:
Інформаційно-перцептивна біолокація:
Енергетично-перцептивна біолокація:
Псі-цілительство:
Біоенергетичне цілительство:
Позатілесний досвід:
Астральна проєкція:
Астральний двійник: (астральне тіло)
Ченнелінг: (англ. channeling)
Спіритизм:
Матеріалізація: (мислєформи)
Шкіряно-оптичне сприйняття:
Яснонюхання, яснодотикання:
ПІД-Ефект:
Сенсорна депрівація:
Телеметрія (парапсихологія):
Психометрія (парапсихологія):
Полтергейст:
Реінкарнація: відродження душі, або інших нефізичних аспектів людської свідомості в новому фізичному тілі після смерті.
Феномен примар: (фантом, привид) явища, що часто пов'язують з примарами і зустрічаються в місцях, де померла фізична особа.
Феномен клінічної смерті: досвід, що повідомовляє людина, який ледь не померла, або, хто пережив клінічну смерть, а потім відродився.